# 自由能-氧化数图
自由能-氧化态图是一种在电化学中被无机化学家所用于图解某一元素不同氧化态的物种的相对稳定性的图表，又稱為「弗洛斯特圖(Frost diagram)」。自由能-氧化态图的形状在不同pH值下是不同的，因此必须指明该图所用的pH值。

## 简述
在电化学中，氧化还原反应的半反应能够决定一个反应的自由能变。自由能-氧化态图正是为了使电极电势变得比早期的元素电势图中的形式更好理解而设计出来的，因为后者的电极电势数据缺乏“可加性”（即不相邻物种间的电极电势不能通过直接求算术平均数得到），这一点经常引起困惑。这种图表被认为是对元素电势图的定性代替，并使用自由能对氧化态的作图方式。自由能ΔG与电极电势E的准确关系由以下公式给出：ΔG=-nFE，或nE=-ΔG/F。其中n是反应中转移的电子数，而F则是法拉第常数。（F= 96,485J/（V mol））

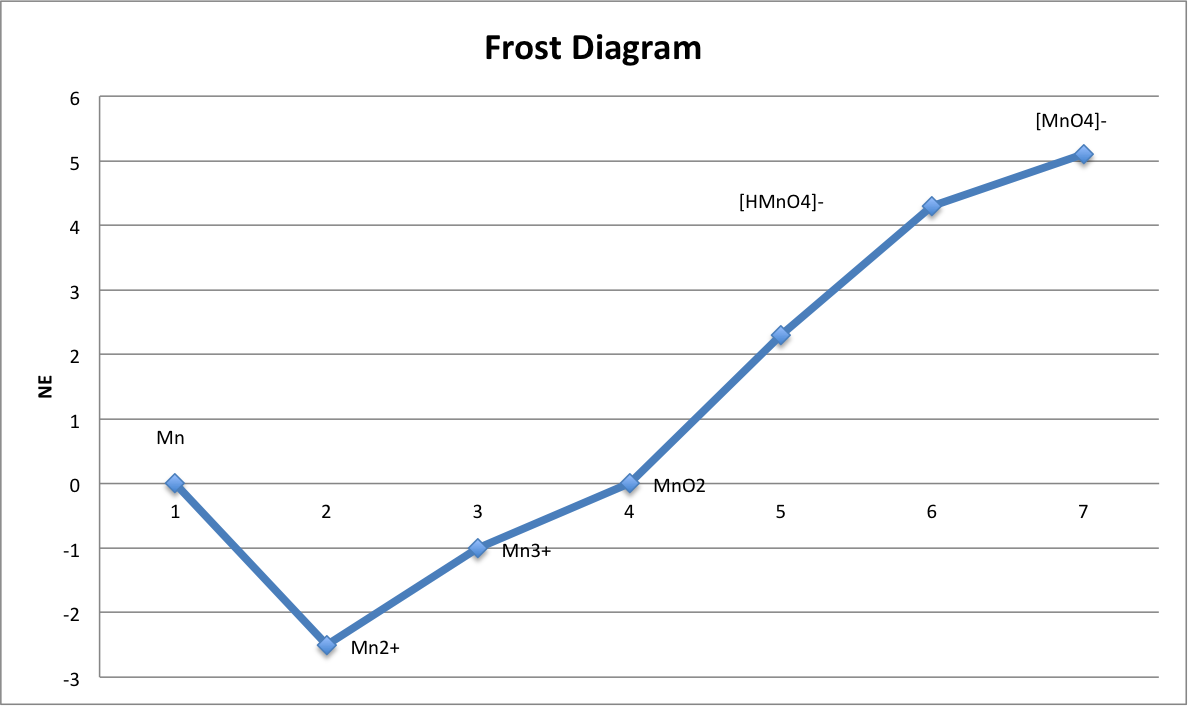
锰的自由能-氧化态图示意

## 对pH值的依赖性
这一依赖性与pH值的关系可用公式E=E°-0.059m/n每单位pH表示，其中m指反应方程式中参与的质子的数目，而n指反应中转移的电子数。电子转移在电化学中是一定会发生的，而质子的参与则不是必要的。如果该反应中不存在质子参与或产生，则称该反应是pH独立的。其具体含义是指，不论在什么pH值下发生的氧化还原半反应, 该元素物种氧化态改变时的标准电极电势总是相同的。
自由能-氧化态图也是用于比较电极电势在酸性和碱性溶液中数值改变趋势的有用工具。在不同条件下，元素最终会变为的产物是不同的，并与pH值有关。尽管氧化态的数值和数目在酸碱性条件下都是相同的，但自由能（也即电极电势）可以有很大不同。而自由能-氧化态图则允许把酸性和碱性的图线重叠在一个图中，方便地比较出趋势。

## 单位和比例
在这张图中，自由能是用电子转移数乘以伏特（nE）衡量的，而按照定义，对纯元素单质，有nE°= 0。通常来说自由能-氧化态图中，自由能的值是以整数为比例的。图中用y轴表示自由能。稳定性高（自由能低）的物种位于该图底部，反之亦然。也即，某一物种在图上的位置越高，其自由能也就越大，反应活性也就越强，也就越不稳定。
在x轴上画出的则是元素的不同氧化态。 氧化态是无量纲的，并且（一般）以整数形式表示。在绝大多数情况下，自由能-氧化态图中氧化态是以从左向右递增的顺序排列的，而有些情况下也可以用递减顺序排列。在图中，元素的纯净单质是位于x轴上的，即同时具有0氧化态和0自由能。
斜率表示的是反应的电极电势，因此连线的“坡度”就反映了两种反应物反应的趋势。自左向右斜率为正的连线说明右侧的物种倾向于还原为左侧的物种，反之，说明左侧的物种倾向于被氧化为右侧的物种。例如，如果[HMnO4]-的氧化态为+6且nE°=4，而MnO2的氧化态为+4且nE°=0。则根据Δy/Δx计算出的斜率为2，即电极电势为+2V。这样，我们就能找出图中任一物种的相对稳定性。

## 歧化和归中
在电化学反应当中，有两种反应可通过自由能-氧化态图得到可视化的展现。归中反应是指拥有不同氧化态的两个物种结合，生成具有中间氧化态的物种；歧化反应则相反，原本是同一氧化态的物种，自发变为两个相异氧化态的物种。通式如下：
歧化：2Mn+→Mm++Mp+
归中：Mm++Mp+→2Mn+
在这两种情况下，都有2n=m+p。
通过使用自由能-氧化态图，人们可以很容易地判断一个物种会经历歧化还是归中。在自由能-氧化态图中，任意两点间所连直线的斜率即两个物种间的标准电极电势。如果一个物种位于峰顶上（即在与它所处氧化态相邻的两个物种所连线段之上），那就说明它是热力学不稳定的，会发生歧化；而如果相反，该点位于连线之下，则在热力学上，这一物种是稳定的。这是因为物种在峰顶时说明氧化剂电势比还原剂高，故可以自发歧化；反之亦然。依然需要指出的是，这一方法只能用于说明反应能否发生，具体还要看动力学因素。

## 对两种图的比较

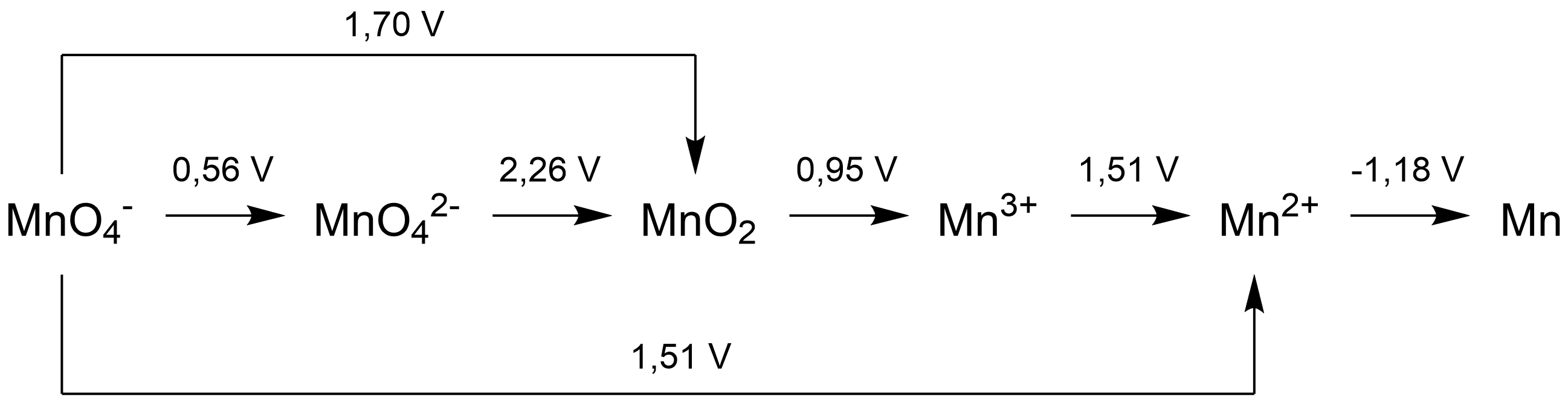
一个锰的元素电势图，仅仅显示了其电极电势

在他的著作中，这一图表的提出者 Frost 声明可能会有对他的自由能-氧化态图的潜在批评。他预测说，“人们可能不会很快或很轻易地注意到斜率就是对应的（元素电势图中）的电极电势”。事实上，现在有许多无机化学家同时使用元素电势图和自由能-氧化态图，其中首先使用元素电势图获得定量数据，再将其转化为自由能-氧化态图，使得判读变得更容易。Frost建议说，可以在连线上标明电极电势，作为追加数据。